# Chloephaga
Chloephaga és un gènere d'ocells de la subfamília dels tadornins (o de la tribu Tadornini, segons autors), dins la família dels anàtids (Anatidae) que habita la zona meridional d'Amèrica del Sud i illes properes.

## Llista d'espècies
S'ha classificat aquest gènere en 5 espècies:
- Oca andina (Chloephaga melanoptera).
- Oca de Magallanes (Chloephaga picta).
- Oca caranca (Chloephaga hybrida).
- Oca capgrisa (Chloephaga poliocephala).
- Oca cap-rogenca (Chloephaga rubidiceps).